# Torre del Burgo (kommunhuvudort)
Torre del Burgo är en kommunhuvudort i Spanien.   Den ligger i provinsen Provincia de Guadalajara och regionen Kastilien-La Mancha, i den centrala delen av landet, 70 km nordost om huvudstaden Madrid. Torre del Burgo ligger 745 meter över havet och antalet invånare är 122.
Terrängen runt Torre del Burgo är platt åt nordväst, men åt sydost är den kuperad. Runt Torre del Burgo är det ganska tätbefolkat, med 52 invånare per kvadratkilometer. Närmaste större samhälle är Guadalajara, 19,5 km söder om Torre del Burgo. Trakten runt Torre del Burgo består till största delen av jordbruksmark.